# Sistema di classificazione dei film della Motion Picture Association
Il sistema di classificazione dei film della Motion Picture Association viene usato negli Stati Uniti e nei suoi territori per valutare l'idoneità di un film per un determinato pubblico in base al suo contenuto. Il sistema e le classificazioni applicate ai singoli film sono di responsabilità della Motion Picture Association (MPA), precedentemente nota come Motion Picture Association of America (MPAA) dal 1945 al 2019. Il sistema di classificazione MPA è uno schema volontario che non è imposto dalla legge; i film possono essere proiettati senza classificazione, sebbene la maggior parte dei cinema si rifiuti di proiettare film non classificati o classificati NC-17. Anche i non membri dell'MPA possono presentare film per la valutazione. Altri media, come programmi televisivi, musica e videogiochi, sono valutati da altri enti come rispettivamente le TV Parental Guidelines, la RIAA e l'ESRB.
In vigore dal novembre 1968, seguendo il Codice Hays dell'era del cinema classico di Hollywood, il sistema di classificazione MPA è uno dei vari sistemi di classificazione dei film usati per aiutare i genitori a decidere quali film sono appropriati per i loro figli. È amministrato dalla Classification & Ratings Administration (CARA), una divisione indipendente dell'MPA.